# Владимир Габулов
Владимир Борисович Габулов (рус. Владимир Борисович Габулов, осет. Гæбулты Борисы фырт Владимир; 19. октобар 1983) професионални је руски фудбалер који игра на позицији голмана.  

## Биографија
Рођен је 19. октобра 1983. године у Моздоку.

## Каријера
Фудбалом се професионално бави од 1999, а током каријере играо је за највеће руске клубове попут московских Динама и ЦСКА. Највеће успехе у каријери остварио је играјући у екипи ЦСКА са којом је освојио две титуле првака Премијер лиге Русије, национални куп и трофеј победника УЕФА купа у сезони 2004/05. 
Сезону 2017/18. окончао је као играч белгијског Клуб Брижа са којим је освојио и титулу првака Белгије. 
Члан је репрезентације Русије.
Заслужни је мајстор спорта Русије од 2008. године. 